# Gábor Király
Gábor Ferenc Király (ur. 1 kwietnia 1976 w Szombathely) – węgierski piłkarz, bramkarz od 2015 roku występujący w Szombathelyi Haladás, do którego trafił z Fulham F.C. Słynie ze swoich długich, szarych spodni dresowych, w których występuje w trakcie meczów.

## Kariera

### Kariera klubowa
Rozpoczynał karierę w lokalnym klubie Szombathelyi Haladás w 1993 roku, by po czterech latach odejść do zespołu 1. Bundesligi, Herthy Berlin. Miał spore problemy z wywalczeniem miejsca w podstawowej jedenastce stołecznego klubu, który nie wygrał siedmiu kolejnych meczów z rzędu. Wreszcie 28 września 1997 zastąpił między słupkami Christiana Fiedlera w meczu z 1. FC Köln. Tego dnia Hertha zdobyła pierwsze trzy punkty w sezonie. Pozycja Királya była od tego czasu niezagrożona i jego rywal Fiedler nie wystąpił przez kolejne dwa lata w meczu ligowym. Dopiero w lutym 2000 roku Węgier opuścił siedem spotkań ze względu na kontuzję. W sezonie 1999–2000 rozegrał dziesięć gier w Lidze Mistrzów.
Po objęciu funkcji szkoleniowca zespołu przez Hansa Meyera w zimowym okresie rozgrywek w sezonie 2003–2004, Fiedler otrzymał szansę zaprezentowania swoich umiejętności i jego długoletni węgierski oponent musiał zadowolić się miejscem na ławce rezerwowych. Klub zagroził, że kontrakt Királya zostanie przedłużony tylko wtedy, gdy piłkarz zgodzi się na zmniejszenie zarobków. W rundzie wiosennej 2004 po raz ostatni wystąpił w meczu ligi niemieckiej, ale spędził na boisku tylko 14 minut. Była to potyczka z zespołem 1. FC Köln, w którym rozpoczynał karierę za granicą.
Po Węgra zgłosiło się następnie Crystal Palace, ale przed sezonem 2004–2005 klub ten sięgnął także po Argentyńczyka Juliána Speroniego, który został obdarzony większym kredytem zaufania podczas okresu przygotowawczego do zmagań w angielskiej Premier League. Király zadebiutował w klubie w ramach rozgrywek Carling Cup przeciwko Hartlepool United. Później zaczął regularnie występować w wyjściowej jedenastce londyńskiego klubu w związku ze słabą formą Speroniego. Grał bez przerwy przez 12 miesięcy aż do okresu świątecznego w 2005 roku, kiedy dano mu czas na odpoczynek. Rozegrał 32 kolejne mecze w Premier League zanim Crystal Palace zostali zdegradowani do Championship po zaledwie jednym sezonie spędzonym w najwyższej klasie rozgrywkowej. Po powrocie do bramki Crystal Palace rozegrał aż 43 mecze w sezonie 2005–2006 w Championship.
16 maja 2006 wystąpił do klubu o wystawienie go na liście transferowej. Po transferze Scotta Flindersa, wszystko wskazywało na to, że w krótkim czasie opuści klub z Selhurst Park. Po świetnym występie w przegranym 3:1 spotkaniu z Anglią, w którym obronił rzut karny egzekwowany przez Franka Lamparda, jego szanse na powrót do Premier League znacznie wzrosły. Dyrektor Palace Bob Dowie powiedział wówczas, że do klubu nie napłynęła żadna oferta za piłkarza i ten zmuszony był rozpocząć kolejny, trzeci już sezon w zespole.
Nowy menedżer klubu Peter Taylor uczynił z Węgra golkipera numer 1, a Flinders został wypożyczony. Po powrocie otrzymał jednak szansę, choć ostatecznie rozegrał zaledwie dwa mecze, bo Király znów znalazł uznanie w oczach Anglika. Na przełomie listopada i grudnia 2006 również wypożyczony na dwa tygodnie do West Hamu United, choć nie rozegrał ani jednego spotkania, spędzając trzy mecze na ławce rezerwowych.
Po powrocie do Crystal Palace znów został wypożyczony do klubu Premier League i wylądował w Aston Villi na miesiąc w związku z kontuzjami Thomasa Sørensena i Stuarta Taylora. Wreszcie po ośmiu miesiącach dane mu było zagrać w spotkaniu najwyższej klasy rozgrywkowej. Zadebiutował w przegranym na własnym boisku 1:0 meczu z Boltonem 16 grudnia 2006 roku. Jego ostatnim występem podczas okresu wypożyczenia było starcie z Manchesterem United na Old Trafford w FA Cup 7 stycznia 2007 roku. Węgier popełnił wówczas kosztowny błąd i podarował gola gospodarzom, którzy wygrali 2:1. 12 stycznia znów był do dyspozycji Petera Taylora. Pod koniec tego miesiąca powrócił do pierwszego składu swojego zespołu, a Crystal Palace zremisowało bezbramkowo z Sunderlandem. Speroni do końca sezonu był w stanie zagrać tylko trzy razy w związku z dobrą dyspozycją doświadczonego Madziara. Po ostatnim spotkaniu w rozgrywkach Taylor przyznał, że Gábor opuścił klub na tydzień przed ostatnią kolejką.
W Anglii żartowano, iż bramkarz występuje w spodniach od piżamy, które są jego cechą rozpoznawalną. Podczas gry na Wyspach tylko dwukrotnie wystąpił w innych spodenkach, raz w czasie, kiedy był związany z Crystal Palace, a raz w barwach Aston Villi. W przegranym 4:1 meczu z Chelsea na Stamford Bridge został ośmieszony przez Mateję Kežmana, który pokonał go strzałem między nogami. Jedynym oficjalnym meczem w barwach Herthy, w którym Király wystąpił w krótkich spodenkach był mecz przed własną publicznością z Dyskobolią Grodzisk Wielkopolski w Pucharze UEFA w 2003 roku. Hiszpański arbiter tłumaczył wówczas, że bramkarz nie może występować w treningowym stroju.
30 maja 2007 roku podpisał kontrakt z Burnley. W styczniu 2009 roku został wypożyczony do Bayeru 04 Leverkusen w związku z problemami drugiego bramkarza tego klubu. W czerwcu bieżącego roku opuścił Burnley wraz ze Steve’em Jonesem i Alanem Mahonem po wygaśnięciu kontraktu. Kilka dni później podpisał trzyletni kontrakt z TSV 1860 Monachium.
26 sierpnia 2014 roku podpisał kontrakt z Angielskim klubem Fulham F.C., występującym w Championship.
1 lipca 2015 został piłkarzem Szombathelyi Haladás, gdzie zaczynał swoją karierę zawodowego bramkarza.

### Kariera reprezentacyjna
Wystąpił w 101 meczach reprezentacji Węgier, a debiutował w niej w 1998 roku. Był jedynym graczem w kadrze, który rozegrał wszystkie dziesięć kolejek eliminacji Mistrzostw Świata 2006. 14 czerwca 2016 został najstarszym piłkarzem kiedykolwiek grającym na Mistrzostwach Europy w Piłce Nożnej. 15 listopada 2016 roku po raz ostatni wystąpił w reprezentacji Węgier w przegranym 0–2 meczu towarzyskim przeciwko Szwecji.

### Sukcesy
Hertha BSC

1. Bundesliga:
- trzecie miejsce (1999)

Puchar ligi:
- zwycięzca: 2001, 2002, finalista: 2000

Piłkarz roku na Węgrzech: 1998, 1999, 2000, 2001, 2015, 2016